# Samuel Brannan

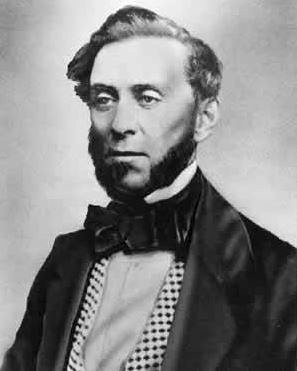
Samuel Brannan

Samuel Brannan (Saco, 2 maart 1819 – Escondido, 5 mei 1889) was een Amerikaans pionier, ondernemer en journalist. Hij staat bekend als de eerste miljonair van Californië.

## Biografie
Samuel Brannan werd geboren in Maine en verhuisde op 14-jarige leeftijd naar Ohio. Daar leerde hij drukken en werd hij lid van de Mormoonse kerkgemeenschap. Hij begon aan een carrière als krantenuitgever in New York, maar verhuisde in 1846 naar Alta California, op dat moment nog in Mexicaanse handen. In San Francisco begon hij de California Star, de tweede krant in Californië. 

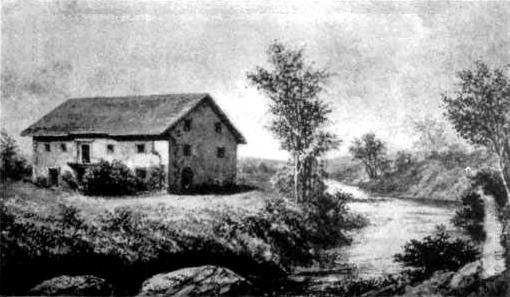
Tekening van Brannans winkel in Sutter's Fort

Toen de Californische goldrush in 1848 uitbrak, baatte Brannan in Sutter's Fort de enige winkel uit tussen San Francisco en de goudstreek. Hij werd op slag rijk en wist zijn kapitaal snel uit te breiden door land op te kopen. Samuel Brannan was vermoedelijk de eerste miljonair in Californië. Omdat hij geld van zijn kerkgemeenschap voor zichzelf zou gehouden hebben en omdat hij in San Francisco betrokken was in een vigilantismeschandaal, werd Brannan uit de Kerk gezet.
In de jaren 1850 zetelde Brannan in de Senaat van Californië. Verder staat hij bekend als oprichter van het stadje Calistoga.
Na een dure scheiding van zijn echtgenote werd Brannan brouwer. Op het einde van zijn leven verhuisde hij naar een kleine ranch aan de Mexicaanse grens.
- Gemeinsame Normdatei: 122019733
- International Standard Name Identifier: 0000 0000 4643 0883
- Library of Congress Control Number: nr91003177
- SNAC: w60r9mkw
- Système universitaire de documentation: 150893809
- Virtual International Authority File: 40250026
- WorldCat: E39PBJjdjQF9wmvVptvQKv9FKd